# Harpalinis
Els harpalinis (Harpalini) són una tribu de coleòpters adéfags pertanyent a la família dels Caràbids.

## Subtribus
Té les següents subtribus:
- Amblystomina
- Anisodactylina
- Bradybaenina
- Ditomina
- Harpalina
- Pelmatellina
- Stenolophina